# Нагорный округ
Нагорный округ — административная единица Терской области Российской империи. Был образован 1 октября 1862 года из участков Кумыкского округа: Ауховского, Салатовского и Зандакского. В 1869 году Кумыкский и Нагорный округа вновь были объединены в единую область, получив новое название — Хасавюртовский округ Терской области (по названию укрепления Хасавюрт, являвшегося центром воссоединённого округа).

## Статистика
По статистическим сведениям (сведения добыты камеральными описаниями, проводившимися в 1866—1867 гг.) о кавказских горцах, состоявших в Военно-народном управлении, к которому относилось население Нагорного округа, к 1866—1867 гг. в Нагорном округе — соответственно 3 834 домохозяйств и 17 860 жителей. С чеченским (67 %) и аварским (33 %) населением.

## История
Округ состоял из трех частей: Салатавии, Зандак и Ауха. Салатавия населена аварами, Аух и Зандак — чеченцами. Подобно тому как в других местах, населённых этими племенами, в Нагорном округе общественное устройство носило характер демократический, сословий у здешнего населения не существовало. Хотя в населении выделяются лица, пользующиеся особым почетом и уважением, однако приобретенных ими лично преимуществ они не передают потомству.

Карта Терской области.

## Административное деление
В административном отношении изначально в 1862 году округ делился на 3 наибства (участка).
- Ауховское — центр аул Ярыксу-Аух. Население на 1868 год — 5593 человек, в основном чеченцы[5].
- Зандакское — центр аул Ножай-Юрт. Население на 1868 год — 6750 человек, в основном чеченцы.
- Салатавское — центр аул Буртунай. Население на 1868 год — 5517 человек, в основном аварцы.